# Jardin Chérifa
Le jardin Chérifa est un espace vert du 14e arrondissement de Paris, situé à l'angle de la rue d'Alésia et de la rue Raymond-Losserand.

## Situation et accès

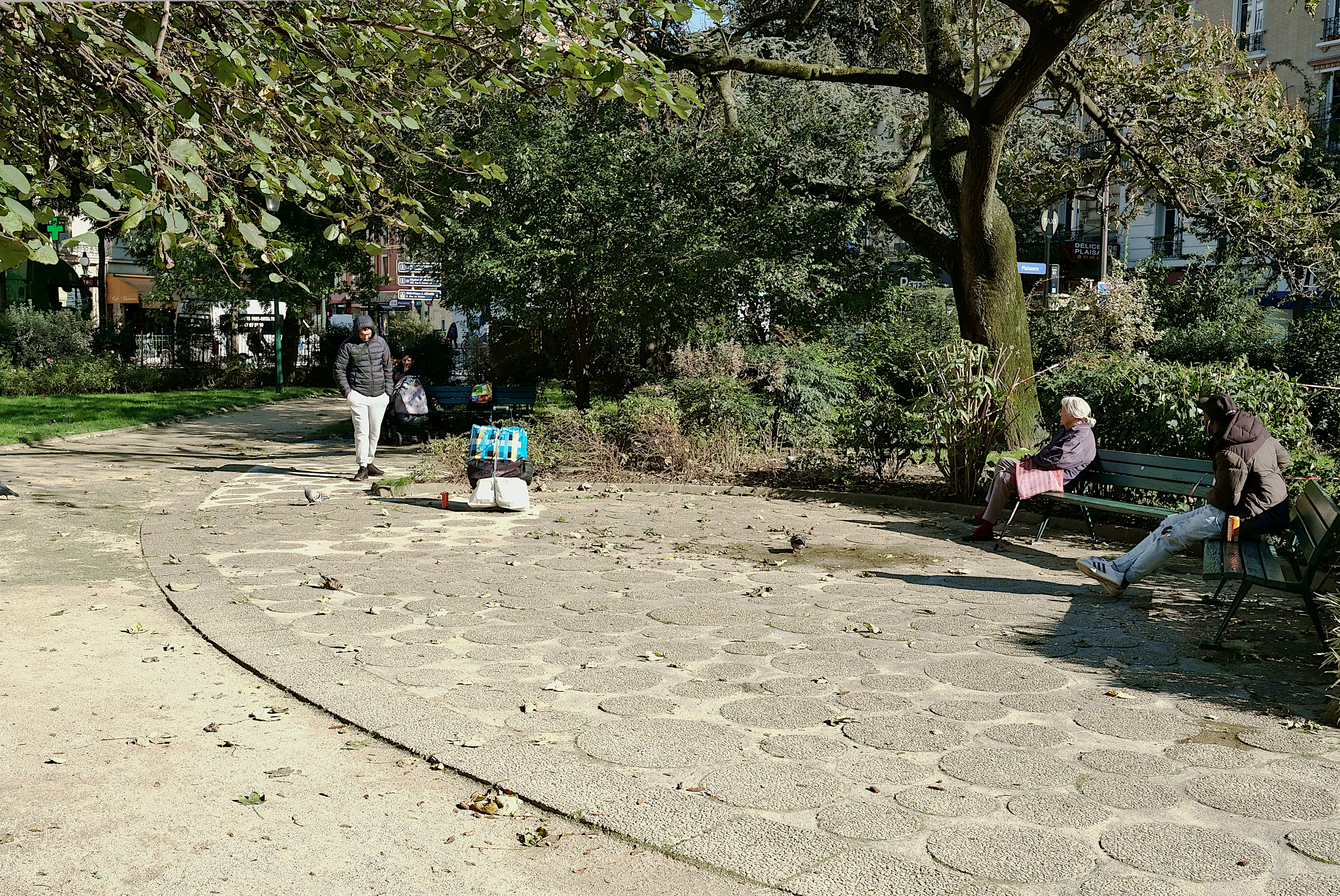
Jardin Cherifa.

Le square est accessible par le 126, rue Raymond-Losserand.
Il est desservi par la ligne 13 à la station de métro Plaisance.

## Origine du nom
Le 15 octobre 2021, le square Alésia-Ridder est renommé ainsi en hommage à la chanteuse kabyle Chérifa (1926-2014).

## Historique
Ce square de 2 950 m² a été créé en 1980. On doit sa décoration, la même année, à Serge de Turville.